# Tafo Khan
Altaf Hussain 'Tafo' Khan (Lahore, 1945-Lahore, 26 de octubre de 2024) fue un tablista de música clásica indostaní.

## Biografía
'Tafo' Khan fue formado en la Gharana de Panyab. Sus maestros fueron Mian Qadir Bukhsh y Haji Fida Hussain. Es reconocido por su tayyari (ejecución de pasajes rápidos con claridad), y sus presentaciones solistas son caracterizadas por su desteza en los bols (golpes específicos de tambor) difíciles. Tafo ha actuado junto a leyendas de la música pakistaní como Nusrat Fateh Ali Khan.